# Okręgowa Komisja Egzaminacyjna

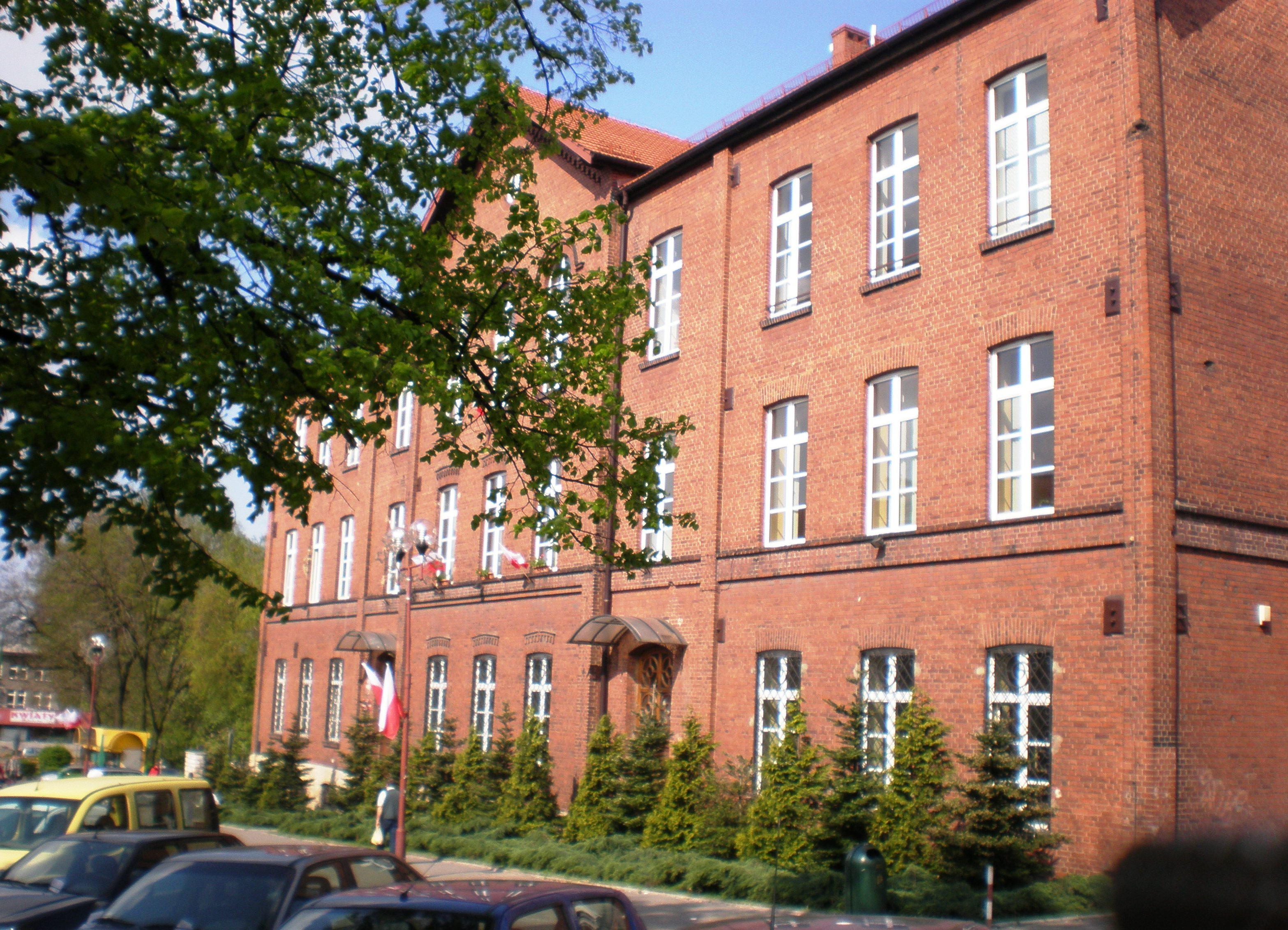
Siedziba Okręgowej Komisji Egzaminacyjnej w Jaworznie

Okręgowa Komisja Egzaminacyjna (OKE) – polska instytucja, znajdująca się pod nadzorem Centralnej Komisji Egzaminacyjnej, bezpośrednio odpowiadająca za przygotowywanie i organizowanie zewnętrznego systemu oceniania (egzamin ósmoklasisty zdawany na zakończenie nauki w szkole podstawowej, egzamin maturalny, egzamin potwierdzający kwalifikacje zawodowe oraz egzaminy eksternistyczne) na obszarze objętym jej działalnością. Od 1999 roku w Polsce istnieje osiem Okręgowych Komisji Egzaminacyjnych. Główne zadania Okręgowych Komisji Egzaminacyjnych określa ustawa z dnia 7 września 1991 roku o systemie oświaty.

## Okręgowe Komisje Egzaminacyjne
| \| Nr \| Okręgowa Komisja Egzaminacyjna \| Okręgowa Komisja Egzaminacyjna \| Zasięg województw \| \| -- \| ------------------------------ \| ------------------------------------------- \| ------------------ \| \| 1. \| \| Okręgowa Komisja Egzaminacyjna w Gdańsku \| kujawsko-pomorskie \| \| 1. \| pomorskie \| Okręgowa Komisja Egzaminacyjna w Gdańsku \| \| \| 2. \| \| Okręgowa Komisja Egzaminacyjna w Jaworznie \| śląskie \| \| 3. \| \| Okręgowa Komisja Egzaminacyjna w Krakowie \| lubelskie \| \| 3. \| małopolskie \| Okręgowa Komisja Egzaminacyjna w Krakowie \| \| \| 3. \| podkarpackie \| Okręgowa Komisja Egzaminacyjna w Krakowie \| \| \| 4. \| \| Okręgowa Komisja Egzaminacyjna w Łomży \| podlaskie \| \| 4. \| warmińsko-mazurskie \| Okręgowa Komisja Egzaminacyjna w Łomży \| \| \| 5. \| \| Okręgowa Komisja Egzaminacyjna w Łodzi \| łódzkie \| \| 5. \| świętokrzyskie \| Okręgowa Komisja Egzaminacyjna w Łodzi \| \| \| 6. \| \| Okręgowa Komisja Egzaminacyjna w Poznaniu \| lubuskie \| \| 6. \| wielkopolskie \| Okręgowa Komisja Egzaminacyjna w Poznaniu \| \| \| 6. \| zachodniopomorskie \| Okręgowa Komisja Egzaminacyjna w Poznaniu \| \| \| 7. \| \| Okręgowa Komisja Egzaminacyjna w Warszawie \| mazowieckie \| \| 8. \| \| Okręgowa Komisja Egzaminacyjna we Wrocławiu \| dolnośląskie \| \| 8. \| opolskie \| Okręgowa Komisja Egzaminacyjna we Wrocławiu \| \| |                                |                                             |                    |
| Nr | Okręgowa Komisja Egzaminacyjna | Okręgowa Komisja Egzaminacyjna              | Zasięg województw  |
| 1. |                                | Okręgowa Komisja Egzaminacyjna w Gdańsku    | kujawsko-pomorskie |
| 1. | pomorskie                      | Okręgowa Komisja Egzaminacyjna w Gdańsku    |                    |
| 2. |                                | Okręgowa Komisja Egzaminacyjna w Jaworznie  | śląskie            |
| 3. |                                | Okręgowa Komisja Egzaminacyjna w Krakowie   | lubelskie          |
| 3. | małopolskie                    | Okręgowa Komisja Egzaminacyjna w Krakowie   |                    |
| 3. | podkarpackie                   | Okręgowa Komisja Egzaminacyjna w Krakowie   |                    |
| 4. |                                | Okręgowa Komisja Egzaminacyjna w Łomży      | podlaskie          |
| 4. | warmińsko-mazurskie            | Okręgowa Komisja Egzaminacyjna w Łomży      |                    |
| 5. |                                | Okręgowa Komisja Egzaminacyjna w Łodzi      | łódzkie            |
| 5. | świętokrzyskie                 | Okręgowa Komisja Egzaminacyjna w Łodzi      |                    |
| 6. |                                | Okręgowa Komisja Egzaminacyjna w Poznaniu   | lubuskie           |
| 6. | wielkopolskie                  | Okręgowa Komisja Egzaminacyjna w Poznaniu   |                    |
| 6. | zachodniopomorskie             | Okręgowa Komisja Egzaminacyjna w Poznaniu   |                    |
| 7. |                                | Okręgowa Komisja Egzaminacyjna w Warszawie  | mazowieckie        |
| 8. |                                | Okręgowa Komisja Egzaminacyjna we Wrocławiu | dolnośląskie       |
| 8. | opolskie                       | Okręgowa Komisja Egzaminacyjna we Wrocławiu |                    |